# عبد الله بن عبد الله بن أبي ابن سلول
عبد الله بن عبد الله بن أبي ابن سلول (المتوفي سنة 12 هـ) صحابي من بني سالم بن عوف المشهور بالحُبلى لعظم بطنه من الخزرج، وهو ابن عبد الله بن أبي ابن سلول سيد الخزرج قبل الإسلام، وزعيم المنافقين في زمن النبي محمد. كان اسم عبد الله بن عبد الله «الحُباب»، وغيّره النبي محمد إلى «عبد الله». شهد عبد الله مع النبي محمد المشاهد كلها، ثم شهد حروب الردة بعد وفاة النبي محمد، واستُشِهدِ في معركة اليمامة.

## وصلات خارجية
- المكتبة الإسلامية - تفسير قوله تعالى " ولا تصل على أحد منهم مات أبدا ولا تقم على قبره "
- إسلام ويب - سبب نزول قوله تعالى: وَلا تُصَلِّ عَلَى أَحَدٍ مِنْهُمْ مَاتَ